# 田代直希
田代 直希（たしろ なおき、1993年6月24日 - ）は、千葉県船橋市出身の男子プロバスケットボール選手。B.LEAGUEの千葉ジェッツふなばしに所属している。

## 来歴
千葉県船橋市出身。船橋市立前原小学校（前原中野木MBC）、船橋市立前原中学校、東海大学付属浦安高等学校、専修大学を経て、琉球ゴールデンキングスに入団。
琉球ではキャプテンも務めた（2019-20シーズンから2023-24シーズンまで）。
2024-25シーズンより、地元の船橋市を本拠地とする千葉ジェッツへ移籍。

## 経歴
船橋市立前原小学校（前原中野木MBC）- 船橋市立前原中学校 - 東海大学付属浦安高等学校 - 専修大学 - 琉球ゴールデンキングス（2016年 - 2024年）- 千葉ジェッツふなばし（2024年 - ）